# Kalebassträdssläktet
Kalebassträdssläktet (Crescentia) är ett växtsläkte i familjen katalpaväxter med sex arter. De förekommer i Mexiko, Centralamerika, Västindien och norra Sydamerika. Av frukterna från kalebassträd (C. cujete) tillverkas förvaringskärl, skålar och musikinstrument.
Kladogram enligt Catalogue of Life:
| Crescentia | \| \| Crescentia alata - mexikanskt kalebassträd \| \| \| \| \| \| Crescentia cujete - kalebassträd \| \| \| \| \| \| Crescentia linearifolia \| \| \| \| \| \| Crescentia portoricensis \| \| \| \| |
|            | \| \| Crescentia alata - mexikanskt kalebassträd \| \| \| \| \| \| Crescentia cujete - kalebassträd \| \| \| \| \| \| Crescentia linearifolia \| \| \| \| \| \| Crescentia portoricensis \| \| \| \| |
|            | Crescentia alata - mexikanskt kalebassträd |
|            | |
|            | Crescentia cujete - kalebassträd |
|            | |
|            | Crescentia linearifolia |
|            | |
|            | Crescentia portoricensis |
|            | |

## Bildgalleri

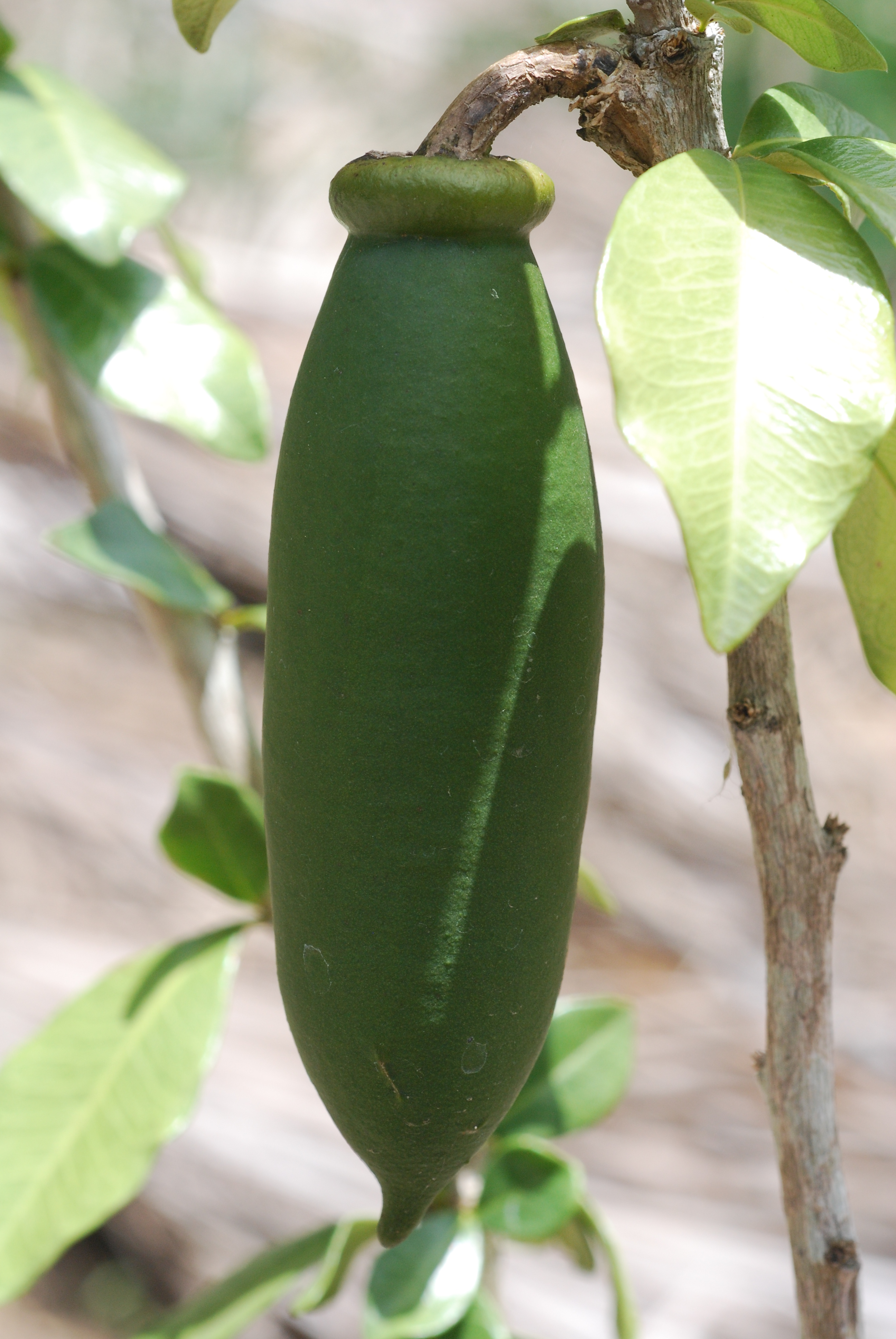
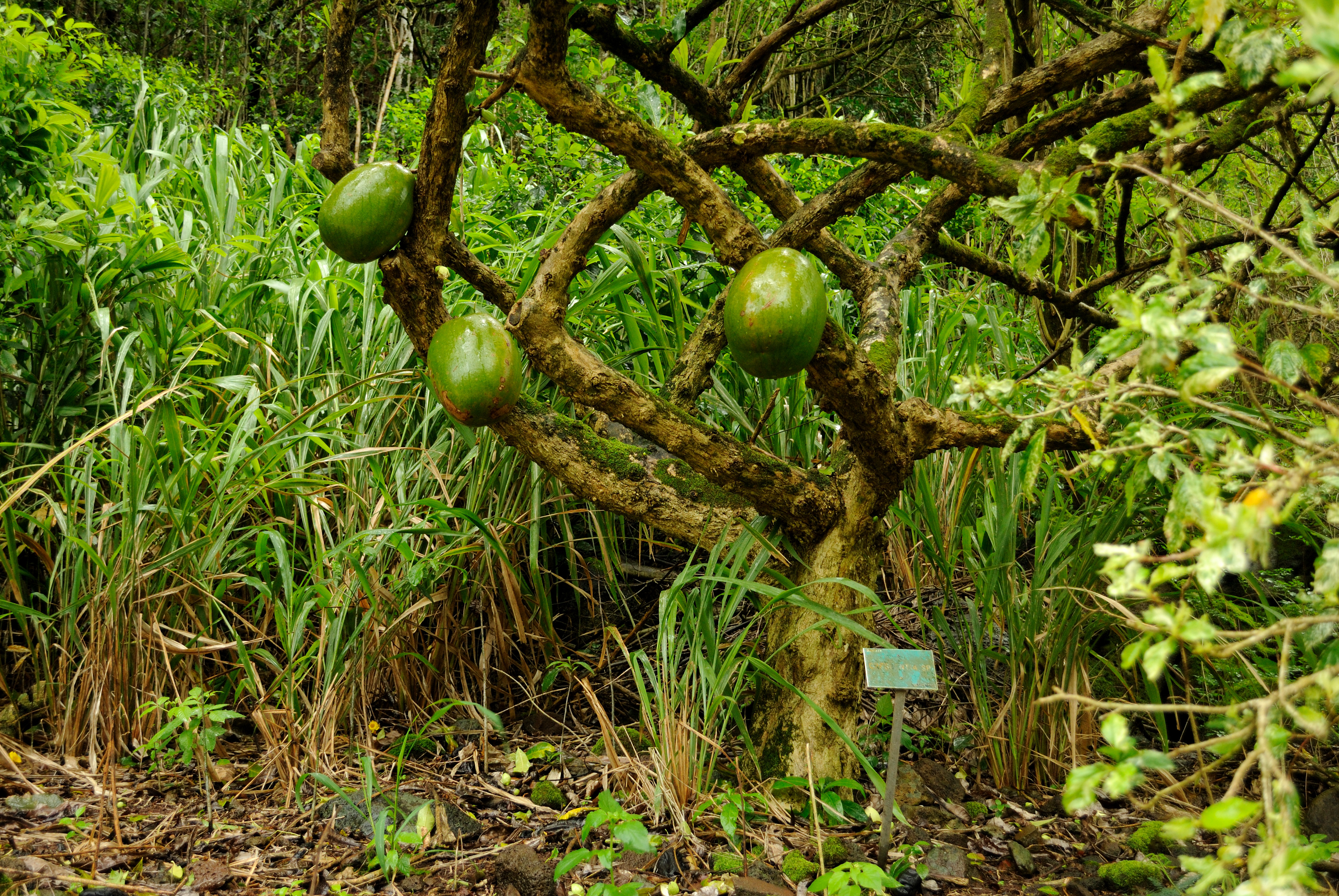
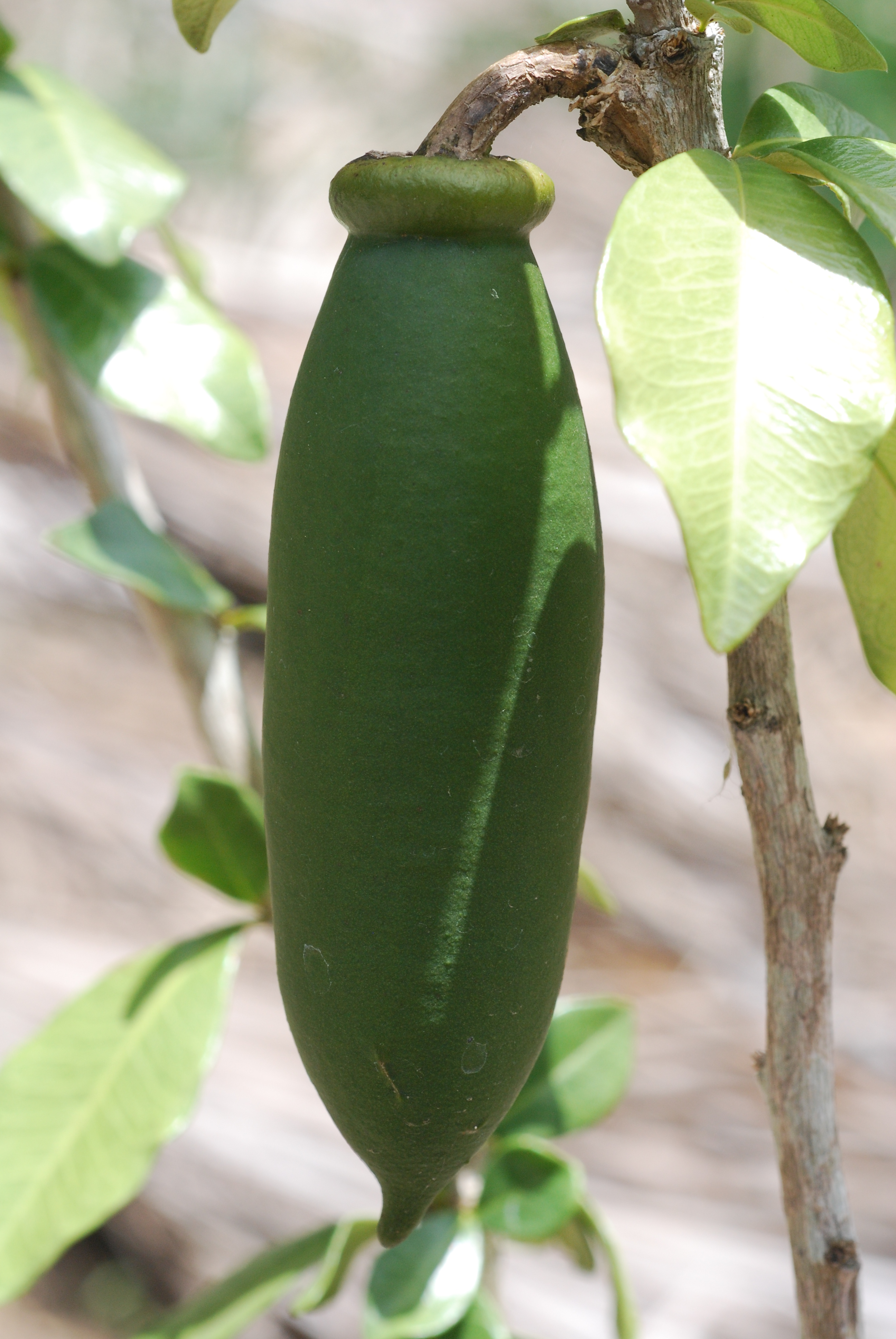
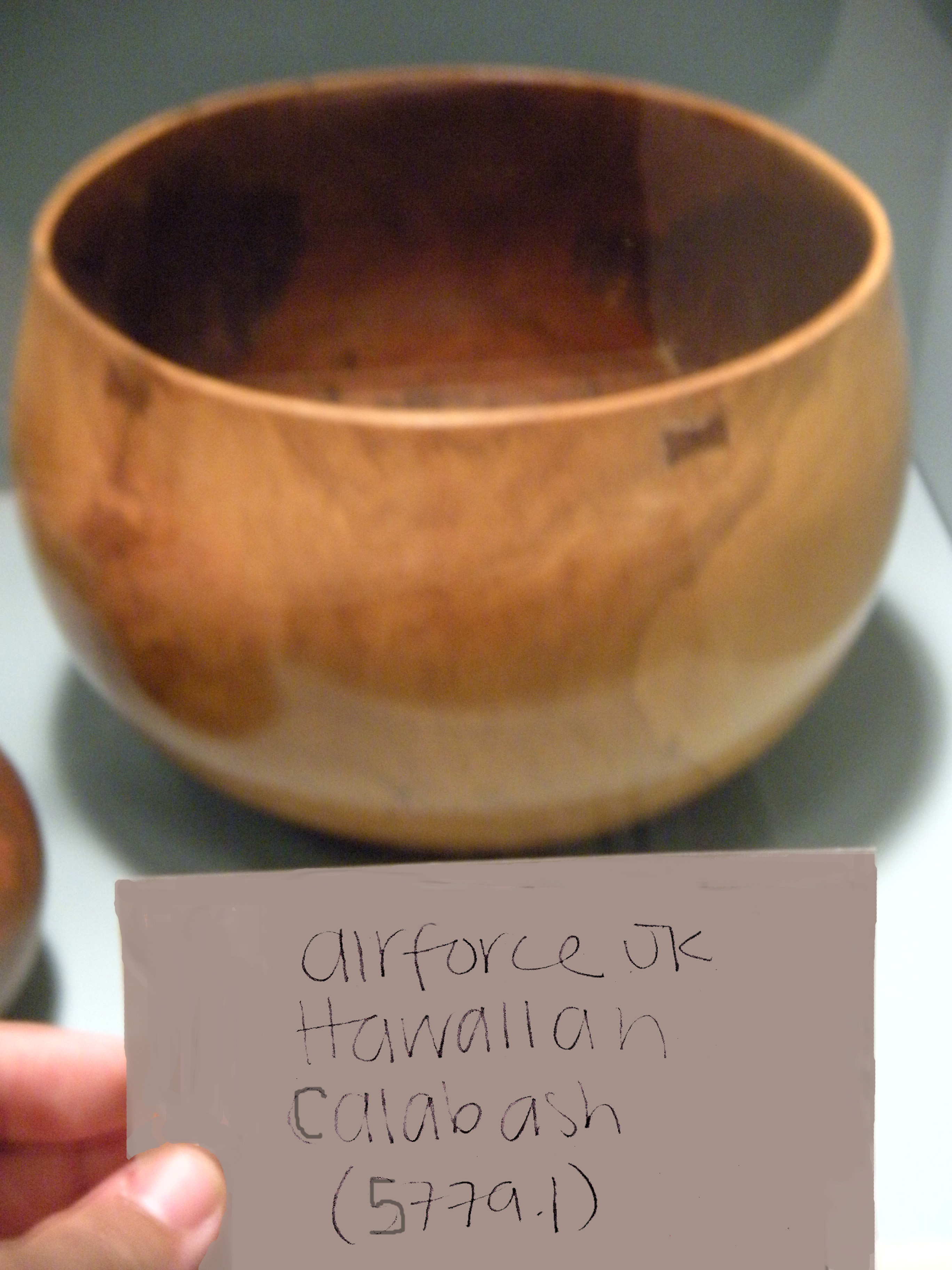
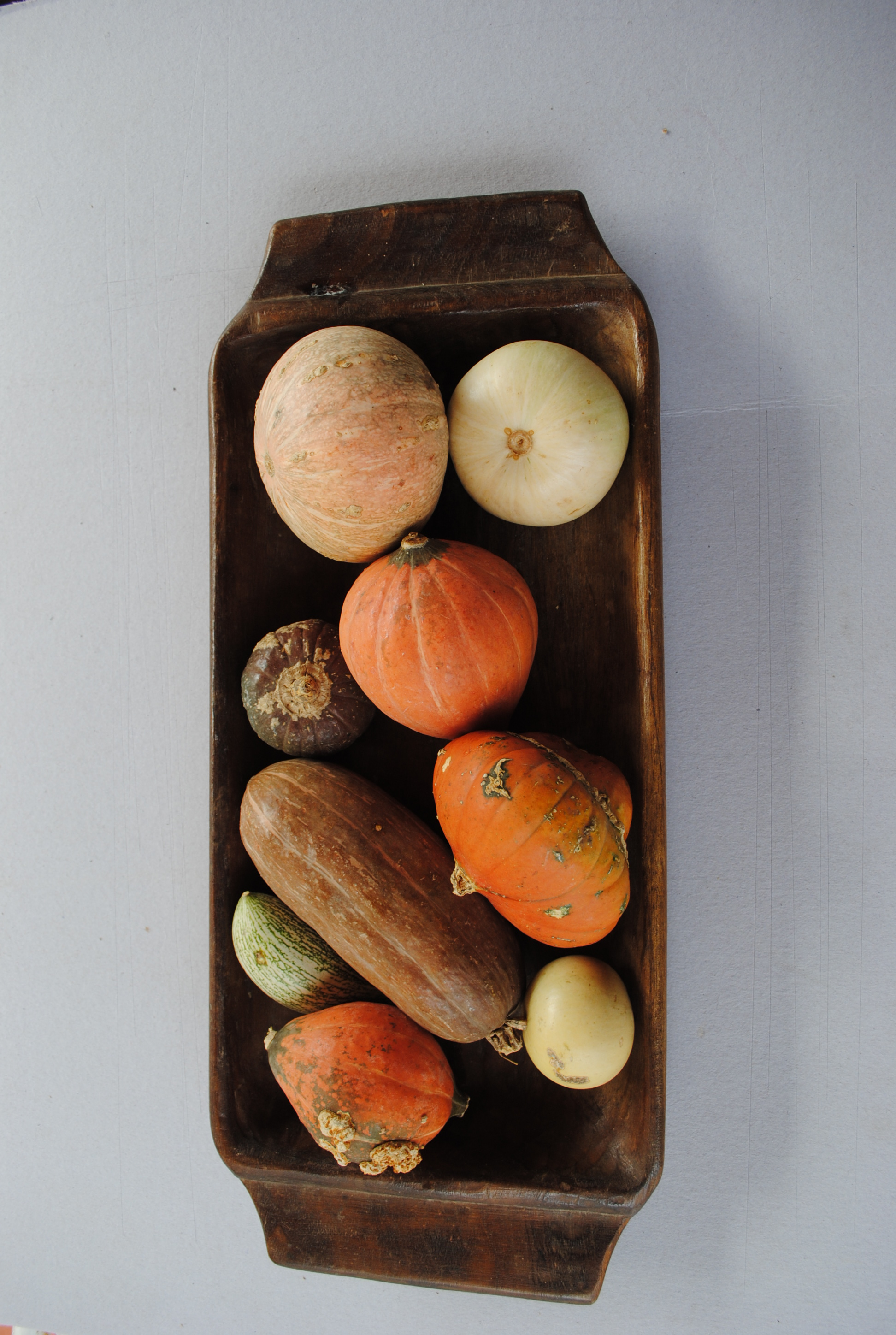
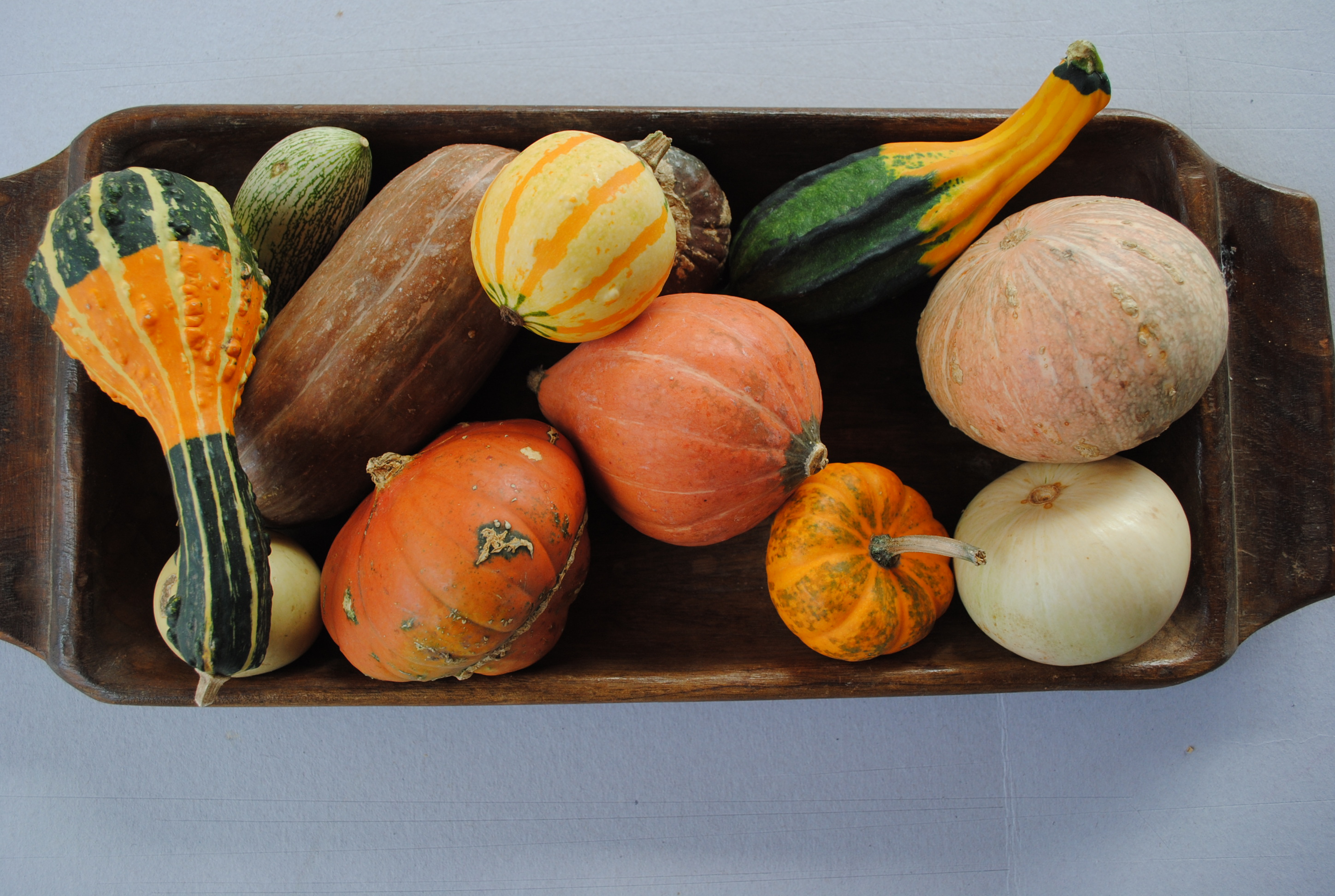